# GNU/Linux Magazine France
Ne doit pas être confondu avec Linux Magazine ou Linuxfr.
 (avril 2023).
GNU/Linux Magazine France est un magazine francophone bimestriel spécialisé dans GNU/Linux et les logiciels libres. Il est édité par les éditions Diamond, qui publient également Linux Pratique, MISC, Open Silicium et Hackable. Le rédacteur en chef de GNU/Linux Magazine est Tristan Colombo, qui a succédé à Denis Bodor en mars 2014. 
Le premier numéro a été publié en septembre 1998. D'abord trimestriel, il est immédiatement passé bimestriel puis mensuel avant de repasser bimestriel en 2022. 
En décembre 2007, 100 numéros avaient été publiés. En été 2025, le numéro 276 a été publié.

## Description
Le public visé par le magazine est celui de professionnels ou d'amateurs éclairés, dans le domaine du logiciel libre et de l'administration de systèmes de type Unix. Les thèmes abordés sont principalement le développement logiciel (présentation de langages de programmation ou de bibliothèques), l'administration système ou réseau, l'actualité du logiciel libre, du noyau Linux, etc.
L'association des Mongueurs de Perl y publie régulièrement des articles sur le langage Perl.